# Silja Walter
Cécile Walter, in religione Maria Edvige, detta Silja (Rickenbach, 23 aprile 1919 – Würenlos, 31 gennaio 2011), è stata una poetessa e religiosa svizzera.

## Biografia
Seconda degli otto figli di Maria Anna Cäcilia Glutz e Otto Walter, fondatore della casa editrice Walter Verlang, Cécile Walter si formò come insegnante e intraprese poi gli studi letterari all'Università di Friburgo, che dovette abbandonare per motivi di salute. Cominciò ad affermarsi nei primi anni quaranta con la racconta di poesie Die ersten Gedichte (1944) e quattro anni più tardi entrò nell'Abbazia benedettina di Fahr, dove rimase fino alla morte. L'11 ottobre 1949 pronunciò i primi voti e assunse il nome di Suor Maria Edvige (Maria Hedwig).
Descritta come "una delle voci più nobili della lirica religiosa contemporanea", fu autrice di oltre una sessantina di pubblicazioni, tra cui raccolte di poesie, scritti autobiografici, misteri e riflessioni teologiche. Per le sue opere vinse due volte il premio della Schweizerische Schillerstiftung (1956 e 1992), nonché il Kunstpreis des Kantons Solothurn nel 2011. Scrisse la gran parte della sua produzione letteraria interamente a mano: soltanto all'età di ottant'anni cominciò ad usare un computer e nel 2010 ricevette dalla sua Madre superiora il permesso di connettersi a Internet.
Morì nel 2011 all'età di 91 anni.

## Opere (parziale)
- Die ersten Gedichte, 1944
- Gedichte, 1950
- Wettinger Sternsingerspiel, 1955
- Die hereinbrechende Auferstehung, 1960
- Der Tanz des Gehorsams oder die Strohmatte, 1970
- Die Schleuse oder Abteien aus Glas. Ein Roman, 1972
- Jan, der Verrückte. Ein Spiel, 1978
- Ruf und Regel. Erfahrungen des Glaubens im benediktinischen Kloster, 1980
- Eine Insel finden. Gespräch mit Otto F. Walter, 1983
- Die Feuertaube. Neue Gedichte. Für meinen Bruder, 1985
- Voll singenden Feuers. Eine Auswahl aus ihren Werken, 1990
- Der Wolkenbaum. Meine Kindheit im alten Haus, 1992
- Die Beichte im Zeichen des Fisches. Ein geistliches Tagebuch, 1999
- Die Fähre legt sich hin am Strand. Ein Lesebuch, 1999
- Ich habe meine Insel gefunden. Geheimnis im Alltag, 2006
- Er pflückte sie vom Lebensbaum. Ein benediktinisches Tagebuch, 2008
- Das dreifarbene Meer. Meine Heilsgeschichte – eine Biographie, 2009